# Саутвест Сити (Мисури)
Саутвест Сити (енгл. Southwest City) град је у америчкој савезној држави Мисури.

## Демографија
По попису из 2010. године број становника је 970, што је 115 (13,5%) становника више него 2000. године.
| Група             | 2000.       | 2010.       |
| Белци             | 457 (53,5%) | 409 (42,2%) |
| Афроамериканци    | 1 (0,1%)    | 1 (0,1%)    |
| Азијати           | 2 (0,2%)    | 1 (0,1%)    |
| Хиспаноамериканци | 319 (37,3%) | 493 (50,8%) |
| Укупно            | 855         | 970         |